# Walter Hoving
Walter Hoving, född 2 december 1897  i Stockholm, död 27 november 1989 i Newport i Rhode Island, var en svensk-amerikansk affärsman och författare. Han var ägare till Tiffany & Co mellan åren 1955 och 1980.

## Uppväxt och skolgång
Walter Hoving föddes i Stockholm 1897. Hans far Johannes Hoving var läkare, och modern Helga Hoving, tidigare gift Rundberg född Adamsen, var operasångare. År 1903 flyttade familjen till USA, och Walter Hoving gick på Barnard School och De Witt Clinton Highh School i New York.  
Han studerade sedan på Brown University från år 1920, där han var medlem i studentbrödraskapet Delta Kappa Epsilon och tog kandidatexeamen i företagsekonomi.
Familjen tillhörde New Yorks societet och hans far ansvarade för hundraårsfirandet av Jenny Linds födelse. Föräldrarna flyttade tillbaks till Sverige 1928, men Walter Hoving stannade kvar.

## Karriär
År 1924 fick han plats på ett ledarprogram på varuhuset Macy's i New York, och vid 30 års ålder blev han varudirektör. Inom det fyraåriga ledarprogrammet ingick även konststudier på Metropolitan Museum, vilka han senare värderade högt. År 1932 lämnade han Macy's och blev försäljnings- och marknadsdirektör på detaljhandelskedjan Montgomery Ward under en period när de under depressionen bytte inriktning från postorder till handelsplatser och satsade på ny ledning med erfarenhet från den branschen.  År 1936 gick han till Lord & Taylor, där han var operativ chef fram till 1946. 
Hoving grundade Hoving Corporation och 1946 köpte han lyxvaruhuskedjan Bonwit Tellers flaggskepp på Femte avenyn.

### Tiffany & Co.
Walter Hoving köpte aktiemajoriteten i Tiffany & Co. 1955. Då hade företaget haft en längre nedgång och omsättning var 7 miljoner dollar. När Hoving lämnade företaget 1980 hade omsättningen ökat till 100 miljoner dollar.
Han byggde upp en designavdelning under ledning av Van Day Truex och med designers som Jean Schlumberger, Elsa Peretti och Gene Moore. De fick fria händer utan krav på att det skulle sälja bra. Moore blev sedermera den som gjorde skyltningen i Tiffanys fönster mot femte avenyn.
Walter Hoving upprätthöll en enhetlighet och hög standard med regler som att inte saluföra försilvrade smycken, att vägra konton till kunder som varit respektlösa mot expediterna och att vägra sälja diamantringar till män.
Skönhetsföretaget Avon förvärvade Tiffany's 1979 och Hoving avgick året efter. Han fortsatte arbeta som konsult inom design och ledning för detaljhandeln och fokuserade på filantropi, från hemmet i Newport, Rhode Island dit han flyttat. 

## Privatliv

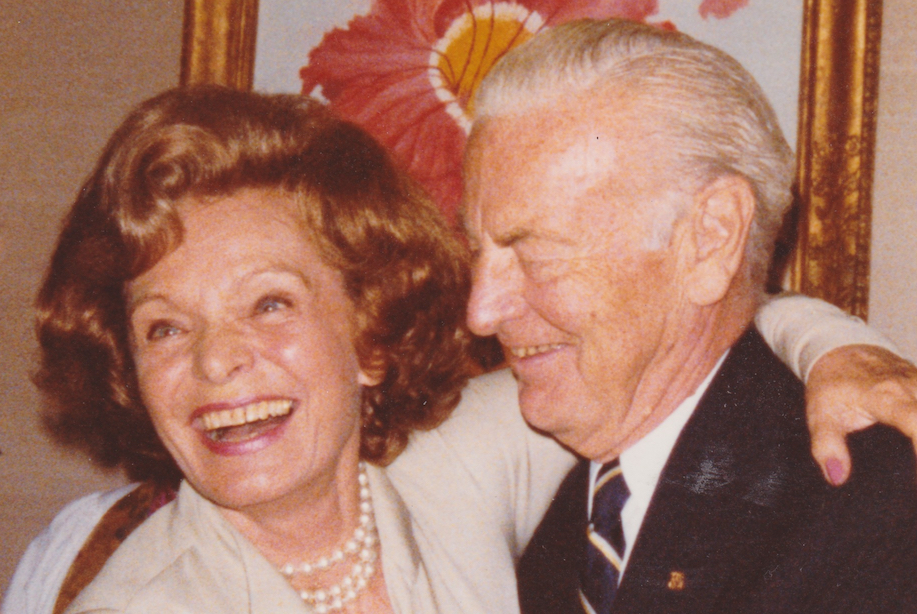
Hoving med Jane Pickens Langley

Walter Hoving gifte sig första gången med Mary Osgood Field 1924. Hon tillhörde USA:s societet och hennes förfader var det självständiga USA:s första chef för postverket. Det skrevs om bröllopet i alla societetsspalter. De fick barnen Petra Field Hoving (1928–2016) och Thomas Pearsall Field Hoving, som bland annat varit chef för konstmuseet Metropolitan. 
De skilde sig 1936.  År 1937 ingick han äktenskap med Pauline Vandervoorts (1889–1976) i hennes fjärde gifte. Även hon hörde till den amerikanska societeten och fick ett stort årligt underhåll i testamente efter sin tredje make. Hoving gifte sig tredje gången 1977 med sångaren Jane Pickens Langley (1907–1992) och de förblev gifta till hans död. Han dog på Newport Hospital i Newport vid 91 års ålder 1989.
På 1960-talet grundade han ett rehabcenter, Hoving Home, för prostituerade kvinnor med alkohol- och drogberoende.